# Historia Polski (1492–1795)
Historia Polski 1492–1795 – synteza historii Polski autorstwa Mariusza Markiewicza.
Historia Polski 1492–1795 jest drugim tomem pięciotomowej syntezy dziejów Polski autorstwa historyków związanych z Instytutem Historii Uniwersytetu Jagiellońskiego. Autorem publikacji jest krakowski nowożytnik Mariusz Markiewicz.
Publikacja przeznaczona jest dla studentów historii i innych kierunków humanistycznych. Może służyć jako pomoc w przygotowaniach do matury.
Praca licząca 760 stron (wyd. II – poprawione) zawiera syntezę historii Polski od wstąpienia na tron Jana Olbrachta (1492 r.) do upadku Rzeczypospolitej Obojga Narodów i abdykacji króla Stanisława Augusta Poniatowskiego (1795 r.).

## Struktura pracy
Synteza składa się z 2 głównych części:
- Cywilizacja i kultura

1. Instytucje Rzeczypospolitej (7 rozdziałów)
2. Społeczeństwo (3 rozdziały)
3. Gospodarka (4 rozdziały)
4. Kultura (4 rozdziały)

- Dzieje nowożytne. Kronika wydarzeń politycznych.

1. Panowanie Jagiellonów (4 rozdziały)
2. Pierwsze bezkrólewia i pierwsi władcy elekcyjni (5 rozdziałów)
3. Wazowie na tronie polskim (4 rozdziały)
4. Królowie rodacy (4 rozdziały)
5. Czasy saskie (6 rozdziałów)
6. Ostatni król Rzeczypospolitej (2 rozdziały)

## Pisali o syntezie
- prof. Józef Andrzej Gierowski – Autor wybiega poza ściśle podręcznikowy, skrótowy zarys dziejów. Pozwala to pełniej zrozumieć sens i przebieg wydarzeń niż w większości dotychczas ogłoszonych ujęć dziejów Polski.
- dr Andrzej Link-Lenczowski – Ze szczególnym uznaniem podkreślam nowatorstwo pomysłów autora, który w oparciu o najnowszą literaturę, własne przemyślenia i badania daje dynamiczny obraz dziejów państwa polsko-litewskiego, obalając wiele mitów funkcjonujących dotychczas w historiografii.
- prof. Bogdan Rok – Zajmująco przestawione sprawy kultury potocznej, mentalności mieszkańców Rzeczypospolitej, zwrócenie uwagi na zróżnicowanie etniczne struktur społecznych zachęcą nie tylko specjalistów historyków, studentów, ale także szersze kręgi czytelnicze.